# Velupillai Prabhakaran
Pour les articles homonymes, voir Prabhakaran.
Velupillai Prabhakaran (en tamoul : வேலுப்பிள்ளை பிரபாகரன் ; né le 26 novembre 1954 à Valvettithurai et mort le 19 mai 2009), parfois appelé V. Prabhakaran ou Pirabaharan, est le fondateur et dirigeant des Tigres de libération de l'eelam tamoul, la principale organisation combattant pour l'indépendance des Tamouls habitant la province Nord-Est du Sri Lanka.

## Biographie
Velupillai Prabhakaran est un enfant timide, élevé par des parents hindouistes aisés, qui suivaient l'enseignement de Gandhi et sa doctrine de non-violence. Lecteur des biographies des grands conquérants, il admire Subhash Chandra Bose, un indépendantiste indien qui était partisan de la lutte armée contre le pouvoir colonial anglais et d'une alliance avec le régime nazi d'Allemagne. Il abandonne dès lors le pacifisme et la non-violence au profit de la lutte armée, seule solution selon lui afin que l'eelam tamoul puisse devenir indépendant du Sri Lanka. 
Il commence sa première guerre contre le gouvernement sri lankais en 1973 en attaquant un commissariat et en faisant exploser une Jeep de l'armée sri lankaise. En 1975, il assassine Alfred Duraiappah, le maire de Jaffna.
Après la création des Tigres de libération de l'Îlam tamoul en 1976, pour la lutte armée en vue de l'indépendance des régions tamoules du Sri Lanka, il élimine les dirigeants des autres groupes tamouls, qu'il estime trop modérés dans cette cause et qui cherchaient à parvenir à l'indépendance par des moyens pacifiques. Ces derniers travaillaient avec des juristes cingalais à l'élaboration d'une solution constitutionnelle, laquelle aurait tenu compte des aspirations des Tamouls.[réf. souhaitée]
Prabhakaran est un des premiers chefs de guerre à se servir de l'attentat-suicide : sous ses ordres on commence à cacher des ceintures explosives sous les robes des jeunes filles,. Puisqu'il est amateur de films d'action hollywoodiens, ses troupes s'en inspirent pour lancer des attaques. Il prétend aussi se promener avec une capsule de cyanure et planifie une fuite potentielle en sous-marin. Il commandite en 1991 l'assassinat de l'ancien premier ministre indien Rajiv Gandhi. 
Il a été en guerre pendant un total de 26 années. Sous son commandement, les Tigres contrôleront jusqu'au tiers de l'île. Grâce à un financement reposant sur le racket et l'exploitation des exilés, il crée une ébauche d'armée structurée, avec des secteurs aérien et naval.
Sa force militaire est très entamée quand Karuna, son commandant militaire le plus puissant dans la province orientale de l'île, s'est retourné contre lui.
Il est abattu par des militaires sri-lankais le 17 mai 2009 alors qu'il tentait de s'enfuir de la zone des combats. Sa mort est reconnue par les Tigres tamouls peu après,,.